# メキシコの世界遺産
 メキシコの世界遺産 （メキシコのせかいいさん）はユネスコの世界遺産に登録されているメキシコ国内の文化・自然遺産の一覧。

## 文化遺産

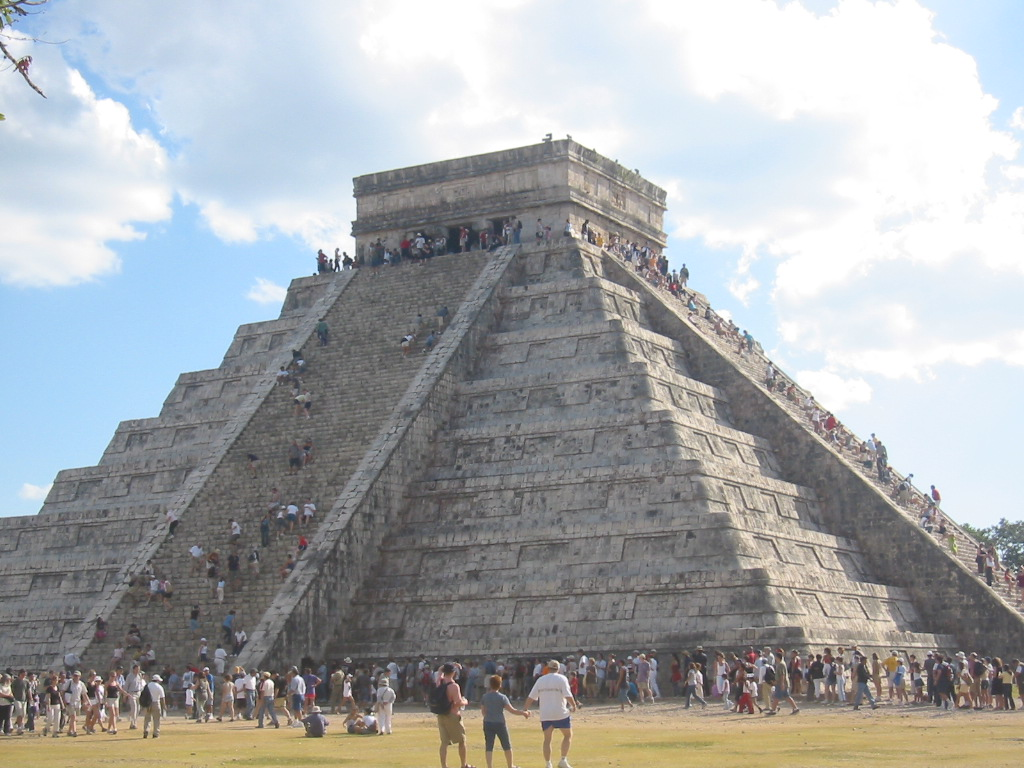
チチェン・イッツァ

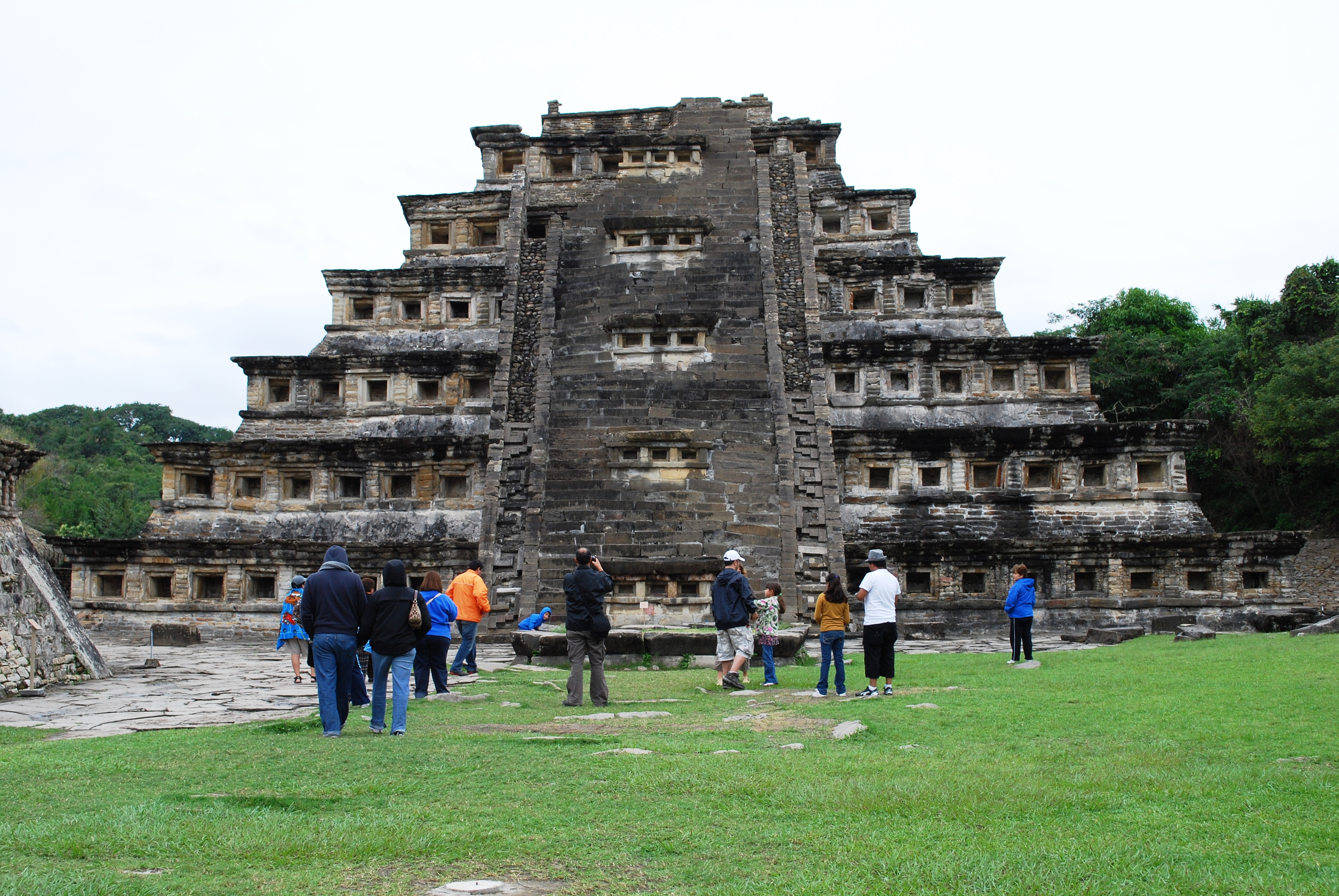
エル・タヒン

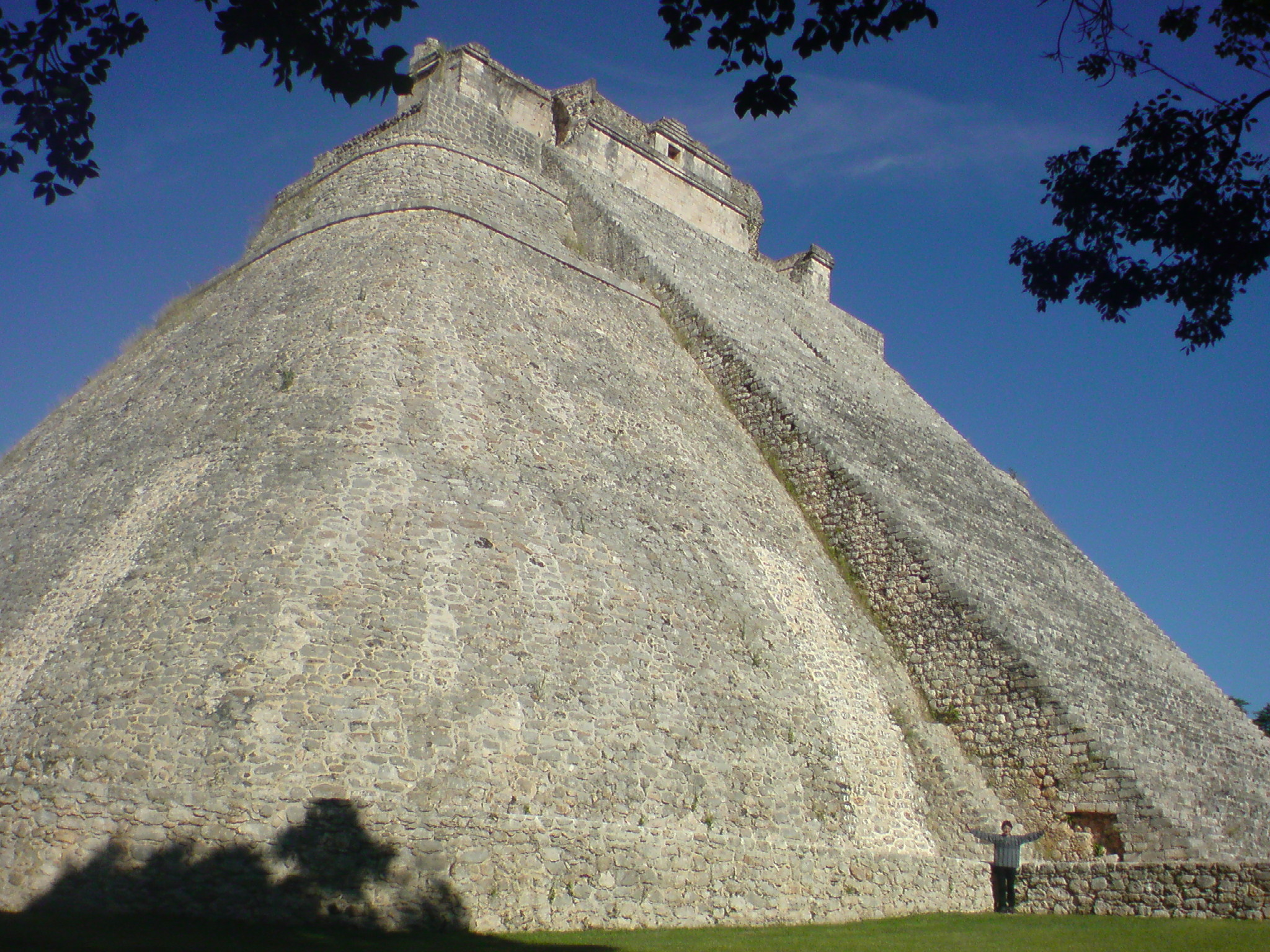
ウシュマル

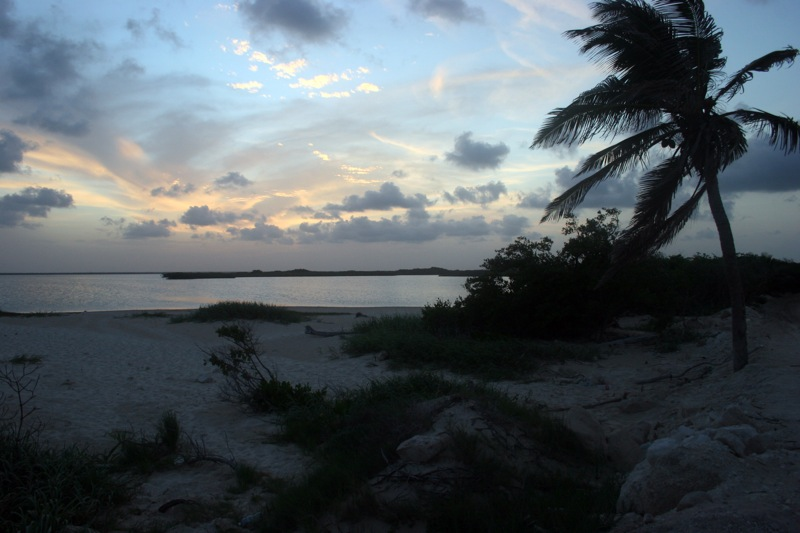
シアン・カアン

- 古代都市パレンケと国立公園 - （1987年）
- メキシコシティ歴史地区とソチミルコ - （1987年）
- 古代都市テオティワカン - （1987年）
- オアハカ歴史地区とモンテ・アルバンの考古遺跡 - （1987年）
- プエブラ歴史地区 - （1987年）
- グアナフアト歴史地区と鉱山 - （1988年）
- 古代都市チチェン・イッツァ - （1988年）
- モレリア歴史地区 - （1991年）
- 古代都市エル・タヒン - （1992年）
- サカテカス歴史地区 - （1993年）
- シエラ・デ・サン・フランシスコの岩絵群 - （1993年）
- ポポカテペトル山腹の16世紀初頭の修道院群 - （1994年）
- 古代都市ウシュマル - （1996年）
- ケレタロの歴史史跡地区 - （1996年）
- グアダラハラのオスピシオ・カバーニャス - （1997年）
- カサス・グランデスのパキメ遺跡地帯 - （1998年）
- トラコタルパンの歴史遺跡地帯 - （1998年）
- ショチカルコの考古遺跡地帯 - （1999年）
- 歴史的城塞都市カンペチェ - （1999年）
- ケレタロ州シエラ・ゴルダのフランシスコ会伝道所群 - （2003年）
- ルイス・バラガン邸と仕事場 - （2004年）
- テキーラの古い産業施設群とリュウゼツランの景観 - （2006年）
- メキシコ国立自治大学の大学都市の中央キャンパス -（2007年）
- サン・ミゲルの要塞都市とヘスス・ナサレノ・デ・アトトニルコの聖地 - （2008年）
- カミノ・レアル・デ・ティエラ・アデントロ - （2010年）
- オアハカ中央盆地にあるヤグルとミトラの先史時代の洞窟群 - （2010年）
- パドレ・テンブレケ水道橋の水利システム - （2015年）

## 自然遺産
- シアン・カアン - （1987年）
- エル・ビスカイノのクジラ保護区 - （1993年）
- カリフォルニア湾の島々と自然保護区群 - （2005年）
- オオカバマダラ生物圏保護区 - （2008年）
- エル・ピナカテとアルタル大砂漠の生物圏保護区 - (2013年)
- レビジャヒヘド諸島 - (2016年)

## 複合遺産
- カンペチェ州カラクムルの古代マヤ都市と熱帯保護林 - （2002年、2014年）
- テワカン＝クイカトラン渓谷 : メソアメリカの起源となる環境（英語版） - （2018年）